# Атрато
Атра́то (исп. Atrato) — река на северо-западе Колумбии, протекает по территории департаментов Чоко и Антьокия. Длина реки 670 км, из них судоходно 560 км (до города Кибдо). Площадь водосборного бассейна — 35700 км². Среднегодовой расход воды в низовье около 2500 м³/с.
Исток находится в горах Западная Кордильера, далее река течёт на север по глубокой и широкой (до 80 км) долине; истоки нескольких притоков находятся у горы Альто-де-Нике. Перешеек Сан-Пабло отделяет долину реки Атрато от долины текущей на юг реки Сан-Хуан. При впадении в залив Ураба Дарьенского залива Карибского моря река образует обширную болотистую дельту в южной части Дарьенского пробела, начиная от Гуаябаля.
Питается река Атрато дождями, несёт много наносов. Притоки — Труандо, Сусьо, Мурри. Низовье около устья и часть среднего течения служит границей между департаментами Чоко и Антьокия. В верховье обнаружены месторождения золота и платины.
Русло реки Атрато рассматривалось в качестве места прохождения трансокеанского канала, но предпочтение было отдано каналу в Панаме.